# Dòng ý thức
Dòng ý thức  là một thuật ngữ văn học chỉ một xu hướng sáng tạo văn học (chủ yếu là văn xuôi) khởi điểm từ đầu thế kỷ 20, tái hiện trực tiếp đời sống nội tâm, xúc cảm và liên tưởng ở con người.

## Lịch sử
Thuật ngữ tiếng Anh "stream of consciousness" được nhà tâm lý học người Mỹ William James đưa ra trong cuốn The Principles of Psychology (Cơ sở tâm lý học) xuất bản năm 1890, khi cho rằng ý thức là một dòng chảy, một dòng sông mà ở đó những tư tưởng, cảm xúc, liên tưởng bất chợt luôn lấn át nhau và đan bện một cách kỳ quặc, "phi logic". Ở một phương diện khác, có thể nói dòng ý thức là mức tới hạn, là dạng cực đoan của độc thoại nội tâm.

## Văn học
Tuy được đưa ra từ cuối thế kỷ 19 như một thuật ngữ tâm lý học và sáng tạo nghệ thuật, nhưng có ý kiến cho rằng những nhà văn đầu tiên ứng dụng thủ pháp dòng ý thức trong văn chương có thể kể ra Laurence Sterne trong tác phẩm The Life and Opinions of Tristram Shandy, Gentleman (Cuộc đời và ý kiến của Tristram Shandy) gồm 9 tập viết trong giai đoạn 1760 đến 1767, và Lev Nikolayevich Tolstoy có thể coi là mốc đánh dấu một giai đoạn mới trong việc hoàn thiện các phương thức phân tích tâm lý.
Trong những năm đầu của thế kỷ 20, dòng ý thức được phát triển trong những tác phẩm của Joris-Karl Huysmans, Édouard Dujardin và các tác giả giao thời hai thế kỷ ở Anh như William James, George Meredith, Joseph Conrad, Robert Louis Stevenson.
Ở những tác phẩm chủ yếu của văn học dòng ý thức như tiểu thuyết của Marcel Proust, Virginia Woolf, James Joyce sự quan tâm đến cái chủ quan, bí ẩn trong tâm lý con người trở nên sắc nhạy tới mức tới hạn; sự phá vỡ cấu trúc trần thuật truyền thống, sự xáo trộn các bình diện thời gian và đôi khi mang tính chất là sự thể nghiệm hình thức. Tác phẩm được xem là trung tâm và đỉnh cao của văn học dòng ý thức, tiểu thuyết Ulysses đã đi đến cùng những khả năng nghệ thuật của xu hướng này: sự nghiên cứu đời sống nội tâm con người kết hợp với sự xói mòn ranh giới tính cách, sự phân tích tâm lý đôi khi trở thành mục đích tự thân. Những sáng tác của James Joyce đã ảnh hưởng rõ rệt đến văn học châu Âu và Hoa Kỳ; phần đông các nhà văn lớn đều trải qua thời kỳ say mê dòng ý thức và kinh nghiệm của nó còn in đậm trong nhiều sáng tác của họ (Ernest Hemingway, William Faulkner, Aldous Huxley, Graham Greene, Günter Grass, Marguerite Duras...).
Văn học Âu Mỹ sau Chiến tranh thế giới thứ hai chứng kiến sự nở rộ của thủ pháp dòng ý thức ở những mức độ khác nhau trong sáng tác của trường phái Tiểu thuyết mới (Nouveau roman) ở Pháp (Michel Butor, Nathalie Sarraute), trong loại tiểu thuyết "đề tài nhỏ" ở Anh (Anthony Powell, Paul Johnson), trong thể nghiệm tiểu thuyết tâm lý học ở Cộng hòa Liên bang Đức (Uwe Johnson, Alfred Andersch) nhưng lại bị bác bỏ bởi một số nhà văn khác nhất là các nhà văn tiếp tục xu hướng hiện thực xã hội chủ nghĩa (C. P. Snow, Angus Wilson, François Mauriac, Wolfgang Koeppen).
Châu Á cũng chứng kiến sự thể nghiệm thành công của những sáng tác văn học dòng ý thức trong tác phẩm.Lỗ Tấn với AQ chính truyện, Kawabata Yasunari với Người đẹp say ngủ hay Mishima Yukio với Kim Các Tự, là những điển hình tiểu thuyết dòng ý thức.